# Michael Anicic
Michael Anicic (Francoforte sul Meno, 18 ottobre 1974) è un ex calciatore tedesco, di ruolo centrocampista.

## Carriera
Ha trascorso la maggior parte della sua carriera calcistica in Germania, dove ha collezionato anche più di 30 presenze in Bundesliga. Conta anche oltre 100 presenze nella massima serie austriaca. Per un breve periodo ha giocato anche in Israele.